# Ó
Az Ó a magyar ábécé 25. betűje.

## Karakterkódolás
| Karakterkészlet | Kisbetű (ó) | Nagybetű (Ó) |
| --------------- | ----------- | ------------ |
| EBCDIC          | 243         | 211          |
| Bináris EBCDIC  | 11110011    | 11010011     |
| Unicode         | U+00F3      | U+00D3       |
| HTML/XML        | &oacute;    | &Oacute;     |

## Jelentése
Az ó magyarul értelmes szó, jelentése ódon, régi, de használják felkiáltások írásbeli rögzítéseként is (Ó Uram, nem vagyok én méltó, Hogy házamba költözni légy jó).

### Földrajzban
- Ó utca : a Terézváros utcája Budapesten, irányítószáma: 1065, 1066

## Kiejtése különböző nyelveken
magyar, cseh, szlovén, ír – [oː]

lengyel – [u]

okszitán, aráni, ligur – [u] (hangsúlyos szótagban)

szlovák – [ɔː]

sziléziai – [uo]
A J. R. R. Tolkien által kidolgozott tünde nyelveknek, bár „eredeti” írásuk nem latin betűs volt, ezen „átírásuk” sokkal jobban elterjedt, mint a tengwar, vagy a cirth írás.
sindarin – [ɔː]

quenya – [oː]